# ویلی ابربک
ویلی ابربک (انگلیسی: Willi Oberbeck; ۲۱ فوریهٔ ۱۹۱۰ – ۹ ژوئیهٔ ۱۹۷۹) دوچرخه‌سوار اهل آلمان بود.